# Justizkanzler
Der Justizkanzler (schwedisch Justitiekansler oder auch JK) ist seit 1714 Ombudsmann des Königs beziehungsweise der Regierung in Schweden, zwischen 1766 und 1772 aber Ombudsmann des Reichstages. Der JK ist der einzige Staatsanwalt im Reich mit der Kompetenz, medienstrafrechtliche Prozesse zu führen. Seit 9. Dezember 2009 bekleidet Anna Skarhed das Amt.

## Funktionen
Weitere Funktionen des Justizkanzlers:
- Generalstaatsanwalt 1719–1948
- Justizminister 1787–1840
- Mitglied des Höchsten Gerichtshofes (schwed. Högsta domstolen) 1789–1809